# مصطفى يامولكي
مصطفى يامولكي ((بالكردية: مستەفا پاشای یاموڵکی، Mistefa Paşayê Yamûlkî) وُلد في 25 يناير 1866، وتُوفي في 25 مايو 1936) والمعروف أيضًا باسم «النمرود» هو ضابط عسكري كُرديّ تُوفي في 1936، شغل منصب رئيس المحكمة العسكرية العثمانية، ووزير التربية والتعليم في مملكة كردستان، كما أشتغل كصحفي. وُلد مصطفى في مدينة السليمانية، والتي كانت آنذاك في ولاية الموصل التابعة الدولة العثمانية.

## النشأة
وُلد مصطفى لعائلة من ملاك الأراضي القديمة من مدينة السليمانية. درس مصطفى في الأكاديمية العسكرية العثمانية في القسطنطينية (اسطنبول حاليًا).
وبصفته رئيس المحكمة العسكرية العثمانية فيما يُسمّى بمحكمة حرب نمرود مصطفى حكم على مصطفى كمال بالإعدام غيابيًا جنبًا إلى جنب مع أقرب المقربين إليه، وقّع على المركة كل من علي كمال، وداماد فريد والسلطان. حكم مُصطفى أيضًا بالإعدام على أبو كبير حازم الطبري وزير الداخلية لمساعدة القوميين الأتراك. وأُقيل من هذا المنصب في يونيو حزيران.
أُلقي القبض على مصطفى على يد الكماليين، وتدخلت السفارة البريطانية وأمنت له خروج آمن إلى إقليم كردستان، وقال انه ترك وراءه قصره في القسطنطينية الذي استولى عليه الكماليون.
وكان أخيه غير الشقيق عزت بك، الحاكم السابق لفان، ووزير المؤسسات الوقفية في فترة رئاسة توفيق باشا لمجلس الوزراء.
وكان ابنه عبد العزيز المدبر للانقلاب ضد حكومة بكر صدقي.
المنصب اللاحقة
نائب محافظ بورصة